# Gabriel Popescu
Gabriel Popescu, född 25 december 1973 i Craiova i Rumänien, är en rumänsk före detta fotbollsspelare.